# Пимента, Адемар
Адемар Пимента (порт.-браз. Adhemar (Ademar) Pimenta; 12 апреля 1896, Рио-де-Жанейро — 26 августа 1970, Рио-де-Жанейро) — бразильский футбольный тренер.

## Карьера
Адемар Пимента родился в Рио-де-Жанейро. В первой половине 1930-х годов он работал директором Столичной Ассоциации Спортивной Атлетики (порт.-браз. Asociación Metropolitana de Deportes Athléticos). В 1935 году Пимента возглавил клуб «Бангу», с которым занял 5 место в чемпионате Рио. Затем он возглавил «Мадурейру», с которой стал вице-чемпионом штата, лучшим результатом клуба в истории. В тот же год он возглавил сборную Бразилии. Адемар сумел убедить руководителей футбольных ассоциаций Сан-Паулу и Рио-де-Жанейро в необходимости создания команды, состоящих из лучших игроков штата, плюс Пимента стал вызывать в стан национальной команды чернокожих игроков, что ранее не было принято: «Я выбрал самое лучшее, что было в бразильском футболе. В то время, должностные лица, клубы и СМИ намекали на тех, кто должен был быть вызван. Я выиграл в этом споре». 
В 1937 году Пимента возглавлял сборную на чемпионате Южной Америки. На турнире бразильцы набрали равное количество очков с Аргентиной, был назначен решающий матч, в которой бразильцы проиграли 0:2 в дополнительное время. Спустя год Бразилия отправилась на чемпионат мира. Бразилия дошла до полуфинала, где проиграла будущему чемпиону — Италии, при этом лучший бомбардир и игрок команды, Леонидас на поле не вышел. По одним данным, по решению Адемара, решившего поберечь свою главную звезду для финала, по другой — из-за полученной в предыдущей встрече травмы. Любопытно, что накануне полуфинала Пимента заявил: «Я подготовил заголовки для финала. Потому что уверен, что мы победим в [матче с] Италией». После этой встречи бразильская пресса обвинила главного тренера в высокомерии. В матче за третье место обыграла шведов и завоевала бронзовые медали. После окончания первенства Адемар был уволен. Под руководством Пименты Бразилия провела 11 матчей, выиграв в семи, одну встречу свела вничью и три проиграла.
В 1940 году Пимента стал главным тренером «Ботафого». В первый год в команде он занял в чемпионате штата четвёртое, на второй — третье, а на третий — второе место. В 1942 году он во второй раз возглавил сборную, но занял с ней только третье место на первенстве Южной Америки. Сборная во второй приход Адемара выиграла 3 встречи, 1 свела вничью и две проиграла. В 1943 году Пимента стал главным тренером «Сантоса». Но уже по ходу сезона был уволен. В последние годы Пимента работал радиокомментатором. В 1966 году у него случился инфаркт. Спустя 4 года Адемар умер от инсульта.